# Катастрофа Y-8 под Тавоем
Катастрофа Y-8 под Тавоем — крупная авиационная катастрофа, произошедшая 7 июня 2017 года. Транспортный самолёт Shaanxi Y-8F-200 ВВС Мьянмы совершал рейс по маршруту Мьей—Янгон, но через 29 минут после взлёта рухнул в Андаманское море. Погибли все находившиеся на его борту 122 человека — 108 пассажиров и 14 членов экипажа.

## Самолёт
Shaanxi Y-8F-200 (регистрационный номер 5820) был выпущен в 2016 году, в том же году был передан ВВС Мьянмы. На день катастрофы налетал 809 часов.

## Экипаж и пассажиры
Самолётом управляли три пилота:
- Командир экипажа — подполковник Нейн Чан (англ. Nyein Chan).
- Помощник командира — подполковник Соу Тувин (англ. Soe Thu Win).
- Сменный помощник командира — майор Мэйтэнт Зинхтэй (англ. Maj Thant Zin Htay).

Среди 108 пассажиров на борту находились военные сотрудники и члены их семей (в том числе 15 детей), 6 офицеров и 29 военнослужащих.

## Хронология событий
Борт 5820 следовал рейсом из Мьея в бывшую столицу Мьянмы — Янгон. На его борту находилось 14 членов экипажа и 108 пассажиров.
В 13:06 (06:06 UTC), когда самолёт находился в 37 километрах к западу от Тавоя, с ним была потеряна связь. На момент потери связи самолёт находился на высоте 5500 метров. Поисково-спасательная операция была начата в Андаманском море. Пресс-секретарь заявил, что погодные условия в день полёта были нормальными.
Спустя некоторое время после исчезновения борта 5820 корабли, военные самолёты и военные вертолёты были направлены для поддержки поисково-спасательной операции.
По последним сообщениям, обломки самолёта обнаружены кораблём ВМФ Мьянмы в 218 километрах от Тавоя, найдены тела 59 погибших.
19 июня были найдены бортовой самописец и тела ещё 31 погибшего.